# Technomyrmex briani
Technomyrmex briani (лат. ) — вид муравьёв рода Technomyrmex из подсемейства долиходерины (Dolichoderinae, Tapinomini). Вид назван в честь британского мирмеколога Брайана Тейлора (Brian Taylor, Ноттингем, Великобритания).

## Распространение
Саудовская Аравия.

## Описание
Мелкие земляные муравьи (длина около 3 мм), в основном коричневато цвета (грудь, клипеус, усики и лапки светлее). Длина головы от 0,62 до 0,72 мм, ширина головы от 0,60 до 0,67 мм, длина скапуса усика от 0,60 до 0,72 мм. От близких видов (Technomyrmex albipes) отличается отсутствием щетинок на первом тергите брюшка, смещённым назад глазами и относительно их более крупными размерами; глубокой метанотальной бороздкой; одной парой щетинок на пронотуме. Усики самок и рабочих 12-члениковые (у самцов антенны состоят из 13 сегментов). Жвалы рабочих многозубчатые (примерно с десятью зубцами). Нижнечелюстные щупики, как правило, 6-члениковые, нижнегубные щупики состоят из 4 сегментов (формула 6,4). Голени средних и задних ног с одной апикальной шпорой. Проподеум без зубцов. 
Стебелёк между грудкой и брюшком состоит из одного небольшого сегмента (петиоль низкий, редуцировнный, без чешуйки или узелка). Жало отсутствует. Гнездятся в гнилой древесине.